# Laura Pons Olives
Laura Pons Olives (Maó, 9 de juliol de 1945) és una actriu menorquina de teatre, cinema i televisió.
Filla de Laura Olives Sintes i Santiago Pons Callejas, era filla i neta d'actors i actrius. Va començar a treballar dalt dels escenaris, a l'Orfeó Maonès, quan tenia catorze anys, representant El alcalde de Zalamea. En aquells anys va participar en obres de Manuel Linares Ribas, Alfonso Paso, Calderón de la Barca, Alejandro Casona, García Lorca o Antonio Gala, amb les quals guanyà experiència, i en companyies com La Clota, de Maó, o la de Josep Delfín Serra, de Ciutadella de Menorca.
Ha treballat en col·laboració amb la direcció teatral de Jordi Vivet, a Ròmul el Gran (1986) o La senyoreta Laureau (1987); Pitus Fernández, amb obres com La viuda entremaliada (1988), Miles Gloriosus (1989) o Reines de Shakespeare (2020); Luca Bonadei, amb Siau benvinguts (2007); Josep Mª Miró i Coromina. amb La dona i el debutant (2009), o Josep Martret, en Hedda Gabler (2015). Al 2016 protagonitzà l'obra Només quan plou, d'Aina de Cos, dirigida per Fran Arráez, una obra inspirada en la vida d'Aurora Picornell a través dels records de la seva germana, Llibertat Picornell.
En el cine, ha intervingut en pel·lícules com El Vent de l'Illa, de Gerard Gormezano (1988), Formentera Lady (2018), de Pau Durà, o el curtmetratge Primavera Esvaïda (2021), de Josep Alorda. El 2008 va començar a participar en una sèrie de televisió, Llàgrima de sang (2008-2010), amb IB3, a la qual seguirien L'anell (2011), Migjorn (2013-2014), Mai neva a Ciutat (2017) o Amor de cans (2018), totes a la cadena autonòmica. També ha fet ràdio, a Ràdio 80, Cadena Ser i Ràdio Municipal des Castell. I ha  participat com a actriu de veu en alguns programes de televisió com Menorca Britànica, una sèrie de divulgació en dotze capítols. O bé, com a rapsoda, en recitals poètics.
A més de la tasca en escena, Laura Pons ha estat membre del jurat del Premi Born de Teatre, i ha estat membre activa de diverses entitats culturals i artístiques de la ciutat, com els Amics de s'Òpera de Maó, i l'Ateneu de Maó. Amb el paper que interpretà a La dona i el debutant (2009), va obtenir el Premi de l'Associació de Teatres i Auditoris Públics de les Illes Balears de 2010 com a millor intèrpret femenina.